# السره
شهر السره (به عربی: السرة) در استان عاصمه در کشور کویت واقع شده‌است. جمعیت این شهر ۲۰٫۹۳۸ نفر است.